# Detroit (Illinois)
Detroit es una villa ubicada en el condado de Pike en el estado estadounidense de Illinois. En el Censo de 2010 tenía una población de 83 habitantes y una densidad poblacional de 131,34 personas por km².

## Geografía
Detroit se encuentra ubicada en las coordenadas 39°37′13″N 90°40′34″O / 39.62028, -90.67611. Según la Oficina del Censo de los Estados Unidos, Detroit tiene una superficie total de 0.63 km², de la cual 0.63 km² corresponden a tierra firme y (0%) 0 km² es agua.

## Demografía
Según el censo de 2010, había 83 personas residiendo en Detroit. La densidad de población era de 131,34 hab./km². De los 83 habitantes, Detroit estaba compuesto por el 100% blancos, el 0% eran afroamericanos, el 0% eran amerindios, el 0% eran asiáticos, el 0% eran isleños del Pacífico, el 0% eran de otras razas y el 0% pertenecían a dos o más razas. Del total de la población el 0% eran hispanos o latinos de cualquier raza.